# Кури, Аугусту
Аугусту Жоржи Кури (порт. Augusto Jorge Cury; 2 октября 1958, Колина) — бразильский учёный-психиатр, психотерапевт, профессор, доктор наук, писатель

.

## Биография
Окончил медицинский факультет университета в Сан-Жозе-ду-Риу-Прету. Посвятил себя исследованию динамики эмоций.
Позже, окончил аспирантуру Мармоттанского медицинского центра в Париже. Участник конгрессов в Бразилии и за её пределами. Был приглашённым профессором в Университете Бригама Янга (США).
Член Зелёной партии Бразилии.

## Научная деятельность
А. Кури — исследователь в области психологии, автор теории функционирования человеческого разума и устройства интеллекта, описанной в его книге Inteligncia Multifocal — Anlise da construo dos pensamentos e da formao de pensadores («Многоочаговый интеллект — анализ формирования мыслей и становления мыслителей»). Теория многоочагового интеллекта была использована в многочисленных магистерских и докторских диссертациях в различных странах в области психологии, педагогики, социологии, теории образования и др.
А. Кури — мыслитель и теоретик в сфере образования и философии, разработал новую теорию логики мышления, процесса интерпретации, а также, процесса становления мыслителей. Является автором произведения, которое возможно стало первым психологическим анализом мыслей Христа, издал сборник «Análise da Inteligência de Cristo» («Анализ разума Христа»).
Ныне Аугусту Кури один из самых продаваемых авторов Бразилии. Только в одной Бразилии его книги в области психологии были проданы тиражом более 25 миллионов экземпляров. Почти все его опубликованные книги разошлись тиражом более 150 000 экземпляров, а некоторые даже в пять, а иногда и в десять раз превысили этот показатель. Его книги опубликованы в более чем 70 странах и признаны во многих университетах. Издал несколько философско-фантастических романов.

## Избранная библиография
- «Торговец мечтами» (2008)
- «Незабываемый повелитель» (2009)
- «Кодекс интеллектуальной и эмоциональной мастерства» (2011)
- «В поисках смысла жизни» (2013)
- «С нуля до гения» (2015)
- «Вы незаменимы»
- «Прекрасные родители, неподражаемые учителя»
- «Никогда не изменяйте своим мечтам»
- «Десять законов счастья»
- «Будьте лидером сами для себя»
- «Будущее человечества»
- «Всем повелителям повелитель»
- «Прекрасные дети, неподражаемые ученики»
- «Измените в корне качество Вашей жизни»
- «12 недель, чтобы изменить Жизнь»
- «Тренировка эмоций для достижения счастья»
- «Повелитель, исполненный сострадания»
- «Диктатура красоты и революция женственности»
- «Повелитель жизни»
- «Секреты нашего отца»
- «Повелитель любви»
- «Мария, величайший педагог в истории»
- «Преодолевая узы эмоций»

## Звания
- Почётный член «Академии Гения», Instituto da Inteligncia do Porto в Португалии.
- Доктор honoris causa Университетского центра Филадельфия (Centro Universitário Filadélfia, UNIFIL) в г. Лондрина.